# Заломон, Эрнст фон
Эрнст Фридрих Карл фон Заломон (нем. Ernst Friedrich Karl von Salomon; 25 сентября 1902, Киль — 9 августа 1972, Штокте, Винзен) — немецкий писатель и сценарист.

## Биография
Происходил из старинной дворянской семьи, возводившей своё родословие к одной из знатных фамилий Венеции. Его отец был армейским офицером, затем офицером полиции.
В 1913—1917 обучался в кадетском училище в Карлсруэ, в августе 1918 поступил в Прусское высшее кадетское училище в Берлине. После Ноябрьской революции присоединился к ландъегерскому ополчению «Меркер», участвовал в уличных боях со спартаковцами и охране Учредительного собрания Веймарской республики. В апреле 1919 в составе фрайкора «фон Либерманн» отправился в Прибалтику, где сражался в гражданской войне против большевиков. Вместе с Железной дивизией, Балтийским ландесвером и другими формированиями его отряд участвовал в майских боях за освобождение Риги. В октябре — ноябре 1919 в составе русской Западной добровольческой армии участвовал в неудачном наступлении Бермондт-Авалова и фон дер Гольца на Ригу.
После возвращения в Германию принял участие в Капповском путче в составе отряда Рудольфа Бертольда. По пути в Берлин отряд был блокирован в Харбурге (один из районов Гамбурга) вооруженными рабочими и солдатами рейхсвера и после ожесточенного боя 15 марта 1920, известного как «Харбургское кровавое воскресенье», сдался и был разоружен. Зверское убийство Бертольда рабочими фон Заломон впоследствии описал в своем первом романе. После формального роспуска фрайкоров боролся против Рурской красной армии, в мае — июле 1921 в составе «Компании самообороны Вервольф» действовал против поляков в Верхней Силезии. Затем присоединился к ультраправой террористической группе «Консул». В октябре 1922 был приговорен к пяти годам тюрьмы за соучастие в убийстве министра иностранных дел Вальтера Ратенау (фон Заломон предоставил террористам машину, на которой они скрылись с места преступления). Выйдя на свободу, сотрудничал в национально-революционных изданиях, близко сойдясь с Эрнстом Юнгером, Эрнстом Никишем и другими идеологами консервативной революции.
В начале 1930-х опубликовал несколько автобиографических романов («Вне закона» (1930), «Город» (1932) и «Кадеты» (1933), получивших общеевропейскую известность. Симпатизировал идеям Эрнста Рёма, но скоро разочаровался в нацизме. Уже во время первой волны нацистского террора, весной 1933, был арестован вместе с Гансом Фалладой, но вскоре отпущен. Отказался подписать «Обет поддержки и верности» (Gelöbnis treuester Gefolgschaft) немецких писателей Адольфу Гитлеру. После ночи длинных ножей окончательно отошел от политической деятельности. С 1936 сосредоточился на написании сценариев для киностудии UFA и книг по истории фрайкоров. Один из фильмов, снятых по его сценариям, «Карл Петерс» (1941), посвященный германскому колониальному деятелю, был впоследствии запрещён оккупационными властями из-за своего антианглийского характера.
Поддерживал контакты с членами антифашистского сопротивления — Арвидом Харнаком и Харро Шульце-Бойзеном. Чтобы обеспечить безопасность своей старой возлюбленной Илле Готтельфт, которая согласно Нюрнбергским расовым законам 1935 считалась «полной еврейкой» (Volljüdin), вступил с ней в брак, защитив таким образом от преследований.
В ноябре 1938 вступил в НСДАП, впоследствии пытался сохранить этот постыдный факт в секрете. В конце Второй мировой войны проживал в деревне в Верхней Баварии, в 1945 вместе с женой был арестован американскими оккупационными властями, принявшими его за высокопоставленного нациста. Илле была выпущена из лагеря в апреле 1946, фон Заломона освободили в сентябре, признав арестованным ошибочно.
В 1951 выпустил автобиографический роман «Анкета», в котором описал унижения, которым его подвергали в американском лагере для интернированных, и дал иронические ответы на 131 вопрос из оккупационной анкеты по денацификации. Эта книга стала первым бестселлером в послевоенной Германии, разойдясь тиражом в 250 тыс. экземпляров. Из-за своей антиамериканской направленности «Анкета» вызвала интерес и в других европейских странах, особенно во Франции и ГДР. В 1985 её экранизировал Рольф Буш; фон Заломона сыграл Хайнц Хёниг.
После войны продолжал работать сценаристом, а также включился в борьбу за мир. В 1961 принял участие в работе Всемирной конференции против ядерного оружия в Токио; был награждён японской премией мира — «Цепью тысячи журавлей». Состоял членом немецких пацифистских организаций — Демократического культурного альянса Германии и Немецкого союза мира.

## Произведения
- Die Geächteten (Вне закона) 1930
- Die Stadt (Город) 1932
- Die Kadetten (Кадеты) 1933
- Nahe Geschichte (Недавняя история) 1936
- Das Buch vom deutschen Freikorpskämpfer (Книга о немецких фрайкорах) 1938
- Boche in Frankreich (Бош во Франции) 1950
- Der Fragebogen (Анкета) 1951
- Das Schicksal des A.D. (Судьба А. Д.) 1960
- Die schöne Wilhelmine (Прекрасная Вильгельмина) 1965
- Glück in Frankreich (Счастье во Франции) 1966
- Die Kette der tausend Kraniche (Цепь тысячи журавлей) 1972

## Сценарии
- Kautschuk/Die Grüne Hölle (1938)
- Sensationsprozess Casilla (1939)
- Kongo-Express (1939)
- Karl Peters (1941)
- Der dunkle Tag (1943)
- Der unendliche Weg (1943)
- Die Unheimliche Wandlung des Axel Roscher (1943)
- Frech und verliebt (1948)
- Münchnerinnen (1949)
- Das Gesetz der Liebe (1949)
- 08/15 (1954)
- 08/15 — Im Krieg (1955)
- 08/15 — In der Heimat (1955)
- Geliebte Corinna (1956)
- Liane, das Mädchen aus dem Urwald (Liane la sauvageonne, 1956)
- Liane, die weiße Sklavin (1957)
- Soldatensender Calais (1960)